# Бобадиљизам
Бобадиљизам је термин који се употребљава за лажно оптуживање неког. Име је добио по шпанском племићу Франциску де Бобадиљи који је 1502. године ухапсио неосновано оптуженог Кристифора Колумба код  краља Фернанда и краљице Изабеле кога су оптужили да жели да отцепи од Шпаније део Америке који је открио.
Због ових лажних оптужби Колумбо је био ухапшен и окован, али је касније пуштен на слободу.